# Alexandre II de Kakhétie
Pour les articles homonymes, voir Alexandre II.
Alexandre II de Kakhétie (en géorgien : ალექსანდრე II, Aleksandre II ; 1527-12 mars 1605) est un roi de Kakhétie de la dynastie des Bagrations ayant régné de 1574 à 1605.

## Biographie
Alexandre II monte sur le trône après avoir fait assassiner son père Léon Ier de Kakhétie, qu’il soupçonnait de vouloir le déshériter en faveur de l’un de ses demi-frères issus de son second mariage. Il doit faire face à la compétition de deux de ces derniers, El-Mirza et Kai-Khosrow, à laquelle il met un terme lors de la bataille de Dchiaour avec l'aide de son voisin Daud Khan qui lui envoie une troupe commandée par le prince Bardzim Zegginidzé d’Amilakhvari, qui devient ultérieurement le beau père d’Alexandre II.
Pendant le long règne d'Alexandre II, la Kakhétie bénéficie d’une certaine prospérité car le roi manœuvre pour maintenir son indépendance relative entre les puissances rivales, la Perse séfévide et l’Empire ottoman. Bien qu’initialement vassale du Chah, la Kakhétie s’est rangée du côté des Ottomans après la bataille de Tchaldiran. Malgré cette concession, la Kakhétie doit subir les incursions des montagnards musulmans du Daghestan, encouragés par les Ottomans. Alexandre II recherche en contrepartie la protection de la Russie et négocie en 1585-1587 un traité d’alliance qui est ratifié le 28 septembre 1587 par Rodion Berkin, l’envoyé du tsar Fédor Ier.
Sous la direction de Chah Abbas Ier, l’Iran, qui a repris l’initiative en Géorgie orientale, ne peut admettre cette intrusion des Russes dans sa sphère d’influence. Le Chah fait pression sur la cour de Kakhétie et, en gage de soumission, le troisième fils  du roi Constantin Ier est envoyé à la cour perse où il ne tarde pas à se convertir à l’islam sous le nom de « Constantin Khan ».
En octobre 1601, Alexandre est chassé du trône par son fils aîné David Ier, avec la complicité de son cadet Georges. Alexandre II se retire alors dans un monastère mais, après la disparition inopinée du nouveau roi après moins d’un an de règne, le vieux roi Alexandre II retrouve son trône le 21 octobre 1602.
L’année suivante, Chah Abbas Ier entreprend une campagne contre les Ottomans en Arménie et met le siège devant Erevan. Il requiert alors la participation de ses vassaux de Karthli et de Kakhétie. Alexandre II hésite plusieurs mois avant de se joindre à l’armée perse en avril 1604. Au début de 1605, Chah Abbas Ier renvoie l’armée de Kakhétie commandée par le prince Constantin Khan, avec  pour mission de conquérir le Chirvan. À ce moment, la Russie du tsar Boris Godounov, qui envisage une campagne contre le Shamkhal de Tarku au Daghestan, demande à son tour l’appui de la Kakhtétie.
Le 12 mars 1605, Constantin Khan, poussé par son entourage perse et sur le conseil de Chah Abbas Ier, fait tuer son père le roi Alexandre, son frère Georges et leurs conseillers lors d’une entrevue dans le palais de Dzegami. Le meurtrier se proclame ensuite roi sous le nom de Constantin Ier de Kakhétie.

## Mariage et descendance
Alexandre II a épousé Tinatina, fille du prince Bardzim Ier d’Amilkhavari, qui lui a donné cinq fils et trois filles :
- David Ier ;
- Héraclius (1568-1589), qui accompagne son père en Russie en 1586-1587 ;
- Georges (1570-12 mars 1605) tué par son frère Constantin ;
- Constantin Ier ;
- Rostom, mort en 1579 ;
- Ana, épouse du roi Bagrat VII de Karthli ;
- Nestan-Darejan (morte en 1591), épouse de Manoutchar Ier, Dadiani de Mingrélie ;
- une fille, qui épouse en 1579 le sultan émir Hamza Mirza, tué en 1586, frère de Chah Abbas Ier.

## Sources
- Cyrille Toumanoff, Les dynasties de la Caucasie chrétienne de l'Antiquité jusqu'au XIXe siècle : Tables généalogiques et chronologiques, Rome, 1990, p. 161-162.
- Alexandre Manvelichvili, Histoire de la Géorgie, Paris, Nouvelles Éditions de la Toison d'Or, 1951, 476 p., p. 284-285
- Nodar Assatiani et Alexandre Bendianachvili, Histoire de la Géorgie, Paris, l'Harmattan, 1997, 335 p. [détail des éditions] (ISBN 2-7384-6186-7, présentation en ligne), p. 181-182 et 185
- Marie-Félicité Brosset, Histoire de la Géorgie, tome II : Histoire moderne de la Géorgie, réédition Adamant Media Corporation  (ISBN 0-543-94480-8), p. 154-157.